# Оберстгрупенфюрер
Оберстгрупенфюрер (1942-1945), превеждано като „Върховен лидер на група“, е най-високото полувоенно звание, използвано в Нацистката партия и Вафен-СС, с изключение на Райхсфюрер-СС.
Званито е смятано за еквивалент на генерал-полковник (Generaloberst) във Вермахта, което e равнозначно на званието генерал в други армии.
Създаденото звание оберстгрупенфюрер през 1942 година е носено само от 4 души за 3-те години, през които е съществувало, от които само двама са били и генерали от Вафен-СС. Започва изцяло като звание от Вафен-СС, с намерението да бъде използвано от определени СС командири на танкови армии. Повишението в това звание е било първоначално забавено, защото от Генералния щаб на Вермахта не са искали СС генерал да има толкова много власт.
Знакът на оберстгрупенфюрера е носен само на бойната сива СС-униформа; няма никакви снимки отличителният знак да е носен на черната церемониална униформа на СС.
Следните лица са носили званието:
- Курт Далюге (20 април 1942)

(и Генерал – полковник от полицията)
- Франц Шварц (20 април 1942)
- Йозеф Дитрих (1 август 1944)

(и Генерал – полковник от танковите Вафен-СС)
- Паул Хаусер (1 август 1944)

(и Генерал – полковник от Вафен-СС)
През 1944 година Хайнрих Химлер предлага на Алберт Шпеер званието Оберстгрупенфюрер. Шпеер отказва, защото не желае да е формално подчинен на Химлер. На Херман Гьоринг също е предложен този ранг през 1945 година, но отказва да го приеме, защото не харесва Химлер. Наследникът на Химлер на поста Райхсфюрер-СС Карл Ханке, никога не е носил ранга Оберстгрупенфюрер, а е назначен за Райхсфюрер-СС от по-нисшия ранг Обергрупенфюрер.
Званието Оберстгрупенфюрер се появява също и в измислената история на Робърт Харис - „Бащина земя“, за 60-те години на миналия век, където Германия е спечелила Втората световна война. В разказа Артур Небе се появява като Оберстгрупенфюрер докато служи като командир на криминалните полицейски части. Отличителният знак на Оберстгрупенфюрер е носен също и от Иън Маккелън като крал - диктатор във филма от 1995 Ричард III по адаптацията към едноименната пиеса, поставена през 30-те години на миналия век във Великобритания.